# Michael Berryman
Michael Berryman (ur. 4 września 1948 w Los Angeles) – amerykański aktor.
Cierpi na hipohydrotyczną dysplazję ektodermalną. W 1978 nominowany do nagrody Saturn w kategorii najlepszy aktor za rolę Pluto w filmie Wzgórza mają oczy.

## Wybrana filmografia
- Lot nad kukułczym gniazdem (1975) jako Ellis
- Wzgórza mają oczy (1975) jako Pluto
- Śmiertelne błogosławieństwo (1981) jako William Gluntz
- Wzgórza mają oczy II (1985) jako Pluto
- Pierożki ciotki Lee (1992) jako Larry
- The Lords of Salem (2012) jako Virgil Magnus